# Oscar Olin
Carl Oscar Olin, född 14 juni 1865 i Fjälkinge församling, Kristianstads län, död 24 september 1934 i Hedvig Eleonora församling, Stockholms stad, var en svensk läkare. Han var far till Gunnar Olin.

## Biografi
Olin var son till godsägare Hjalmar Olin och Fredrika Möllenberg. Han blev medicine kandidat vid Lunds universitet 1889 och medicine licentiat vid Karolinska institutet 1894. Från 1895 praktiserande han som läkare i Stockholm med mag- och tarmsjukdomar som specialitet. 1915 blev han livmedikus och 1919 förste livmedikus. Han var Gustav V:s läkare 1919–1926. Olin är begravd på Norra begravningsplatsen utanför Stockholm.